# Trasferimento distributivo per coniugazione
Il trasferimento distributivo per coniugazione è una modalità di riproduzione degli esseri viventi scoperta e pubblicata il 10 luglio 2013 su PLOS Biology da scienziati del Wadsworth Center del New York State Department of Health ad Albany.
Viene descritta come una via di mezzo tra la riproduzione sessuata e asessuata, la quale possiede le migliori caratteristiche di entrambe.
La riproduzione è stata studiata per la prima volta nel batterio Mycobacterium smegmatis dove frammenti di DNA si trasferiscono da un donatore a un ricevente e se questo scambio di geni risulta proficuo allora il batterio procede alla riproduzione asessuata.
Sei geni determinerebbero se il batterio è donatore o ricevente.